# Гаспар Граціані
Гаспар Граціані (рум. Gaspar Graziani, пол. Kasper Gratiani, італ. Gasparo Graziani, нар. 1580 — пом. вересень 1620) — господар Молдовського князівства з лютого 1619 до вересня 1620 року.

## Життєпис

### Ранні роки
Гаспар Граціані народився у Далмації (Хорватія) у 1580 році (ймовірно). Граціані був на службі у декількох європейських державах: він був перекладачем англійської дипломатичної місії в Османській імперії, а потім посланником одночасно тосканського герцога Козімо II Медічі і іспанського віце-короля Неаполя у Порті. Також вів переговори про звільнення християнських моряків, які були захоплені піратами.
У 1616 році султан Ахмед I нагородив Граціані званням герцога Паросу і Наксоса. У лютому 1619 року стає господарем Молдовського князівства.

### Господар Молдовського князівства
Граціані з перших днів свого правління викликав ненависть у місцевого населення. У 1619 році він з жорстокістю придушив повстання в Оргіїві.
Ще в 1618 році почалася Тридцятирічна війна, яка дещо зачепила і Молдовське князівство. Османська імперія, підбурювана антигабсбургськими силами, вирішила підкорити Польщу.
У 1620 році Гаспар Граціані, якого турецький султан хотів змістити з трону, повідомив про своє бажання приєднатися до Речі Посполитої та пообіцяв Станіславу Жолкевському 25 тисяч війська, якщо він прийде йому на допомогу — битися проти турків. Через деякий час турецькі війська увійшли до Молдови. До них примкнули загони з Валахії (10 тис.), угорці, татари і антипольськи настроєні молдовани (20 тис.). Вирішальна битва турків з поляками відбулася біля міста Цецори. Гаспар Граціані перейшов на бік поляків. В результаті багатоденного бою польське військо було повністю розгромлене, його командувач Станіслав Жолкевський загинув. Молдовські бояри схопили Граціані, який спробував втекти, і вбили його.
Наступним господарем Молдови став Олександр IV Ілляш, який добився від Порти свого призначення, пообіцявши сплатити харач розміром у 40 000 золотих.

## Пам'ять
- Життя Гаспара Граціані слугувала основою трагедії Іоана Славіча «Гаспар Граціані» (1888).